# Lixophaga
Lixophaga – rodzaj muchówek z rodziny rączycowatych (Tachinidae).

## Gatunki
- Lixophaga cinctella (Mesnil, 1957)
- Lixophaga cinerea Yang, 1988
- Lixophaga dyscerae Shi, 1991
- Lixophaga fallax Mesnil, 1963
- Lixophaga latigena Shima, 1979
- Lixophaga parva Townsend, 1908
- Lixophaga villeneuvei (Baranov, 1934)